# Phyllophorus urna
Phyllophorus urna is een zeekomkommer uit de familie Phyllophoridae.
De wetenschappelijke naam van de soort werd in 1840 gepubliceerd door Adolph Eduard Grube.